# 段玉贤
段玉贤（1954年—），河南栾川人，汉族，中华人民共和国企业家、第十一届全国人民代表大会河南地区代表。

## 生平
毕业于河南省委党校经济管理专业，是中共党员。担任河南洛阳栾川钼业集团股份有限公司党委书记、董事长。2008年起担任全国人大代表。